# 1138 Attica
För andra betydelser, se Attika (olika betydelser).
1138 Attica är en asteroid i huvudbältet som upptäcktes den 22 november 1929 av den tyske astronomen Karl Wilhelm Reinmuth. Dess preliminära beteckning var 1929 WF. Den fick senare namn efter Attika, det landskap och region som innehåller bland annat den grekiska huvudstaden Aten.
Atticas senaste periheliepassage skedde den 30 oktober 2018.[Uppdatering behövs] 